# Dobrosołowo Trzecie
Dobrosołowo Trzecie – kolonia w Polsce położona w województwie wielkopolskim, w powiecie konińskim, w gminie Kazimierz Biskupi.
W latach 1975–1998 miejscowość administracyjnie należała do województwa konińskiego.